# Медное производство в Лагиче

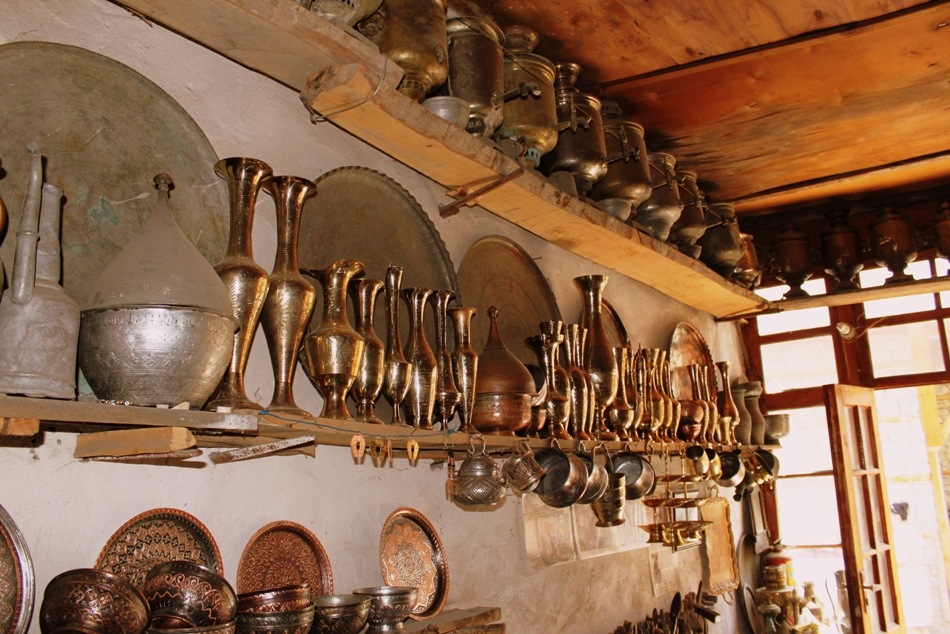
Медная посуда из Лагича

Медное производство в Лагиче (азерб. Lahıc misgərlik sənəti) — производство посуды и различных изделий из меди в посёлке Лагич Исмаиллинского района Азербайджана. В 2015 году было включено в список нематериального культурного наследия человечества ЮНЕСКО от Азербайджана.

## История
Лагич издавна славится как центр ремесленного производства, в частности изготовления высокохудожественных медных изделий. Развитие в Лагиче медного производства наложило специфический отпечаток на быт жителей посёлка и структуру самого поселения как в прошлом, так и в настоящее время.
В своём развитии медное производство Лагича достигло высокой ступени. А лагические медники, многие из которых переселялись поближе к медеплавительным заводам в значительной степени содействовали развитию этой отрасли во многих других регионах Азербайджана и всего Закавказья. Высококачественная продукция искусных медников Лагича, которую украшали затейливыми узорами, была широко распространена также в Дагестане, Армении и Грузии.

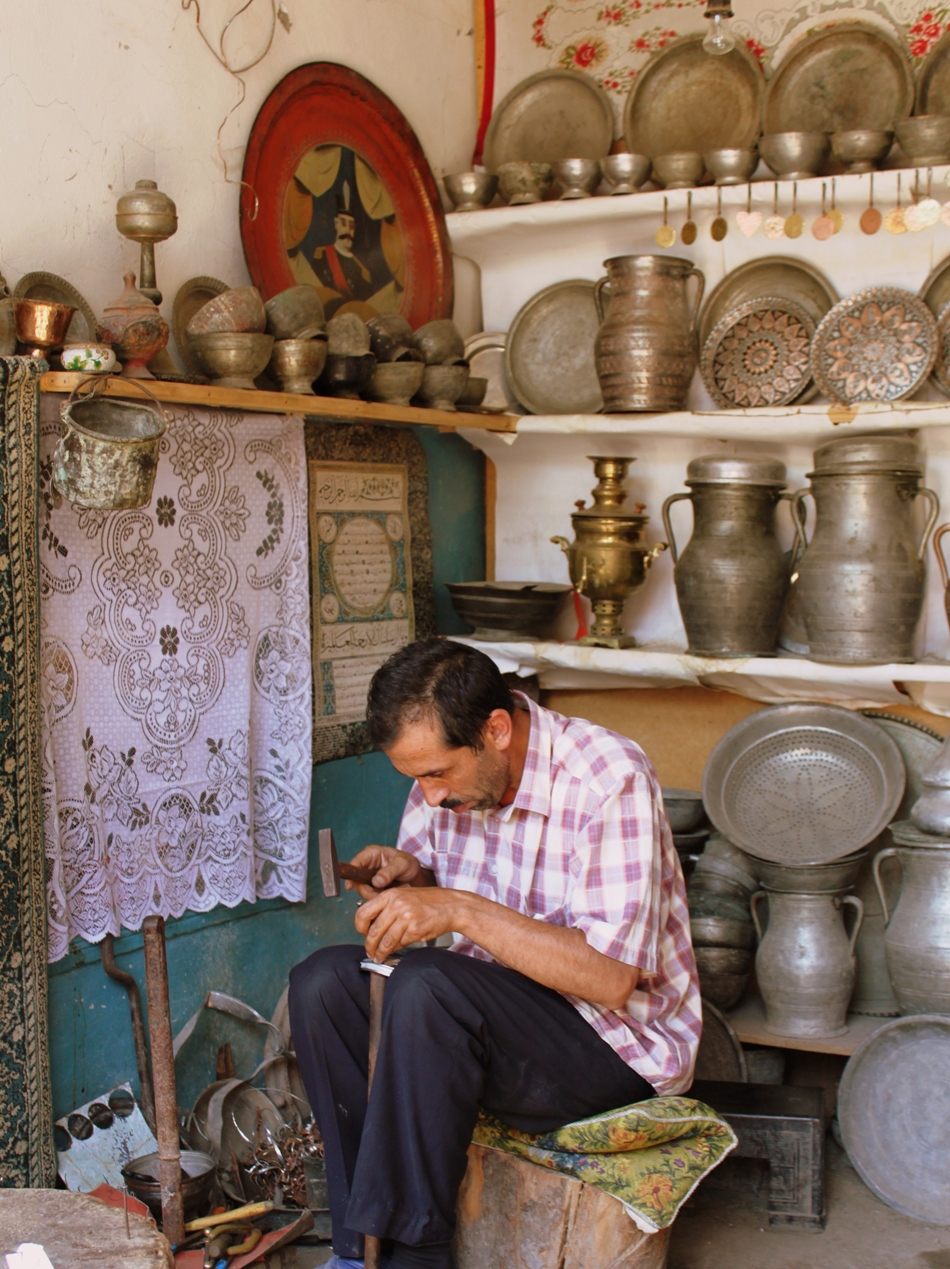
Изготовитель медной посуды в Лагиче

Успешное развитие медного производства способствовало возникновению в Лагиче ряда вспомогательных ремесел — лудильного, кузнечного, производству
древесного угля. В целом, в XIX веке в Лагиче было развито около 40 видов ремесла и вспомогательных отраслей
В прошлом медное производство в основном было сосредоточено в квартале «Агалы», называемым так из-за большого количества медных мастерских, расположен-
ных по обеим сторонам улицы, — «мисгяр базары» («базар медников»). Медные изделия, которые здесь изготовлялись тут же, в мастерской, и продавались, а фасад и часть помоста мастерских являлись своеобразной лавкой.

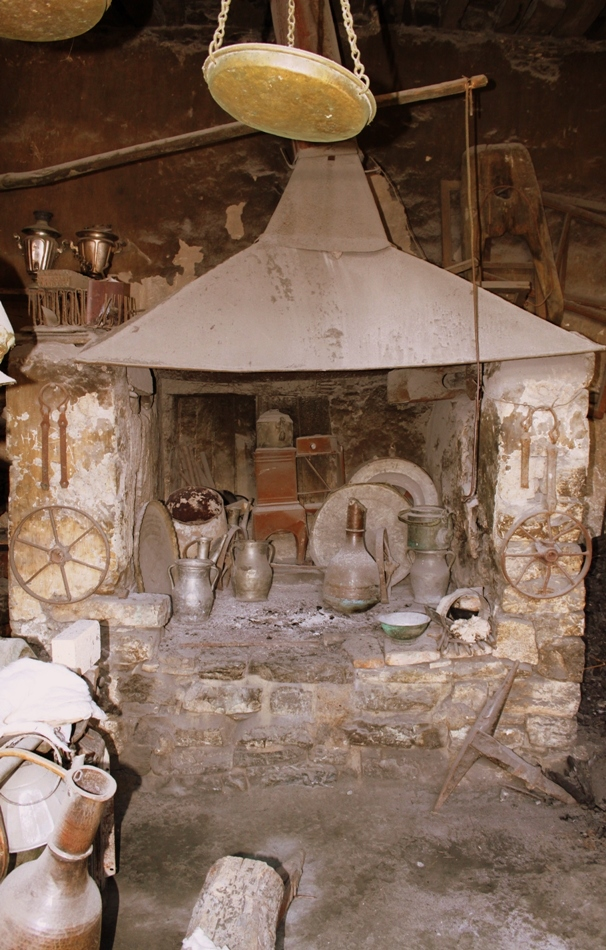
Медная мастерская в Лагиче

В исследованиях о кустарном производстве на Кавказе содержатся сведения о количестве медных мастерских Лагича в XIX веке. Так, Орест Евецкий отмечал наличие здесь 200 лавок медников. Но к концу XIX века по причине ввоза более дешёвой российской фабричной продукции число таких мастерских значительно сократилось. Наряду с медным производством сократились и другие виды ремесла — кузнечное, кожевенное, оружейное.
Письменные источники, а также богатая коллекция медной посуды, хранящаяся в фондах музеев Азербайджана, Грузии, России и Европы, свидетельствуют о большом разнообразии медной утвари, насчитывавшей в прошлом более 80 видов.
Изделия лагичских медников получали также высокую оценку на различных выставках. К примеру, на выставке произведений Закавказского края 1850 года
были отмечены изделия мастера Мамеда Кадыра, который был представлен к денежной награде «за медную посуду». Лагичские мастера добились успеха и на Всемирной Венской выставке 1873 года. В специальной газете выставки по этому поводу писалось:
Деревня Лагич (Шемахинского уезда) издавна и высоко славится медной посудой, и коллекции этой посуды, которая представлена на Венскую выставку, может поддержать и распространить эту славу. Выставленные блюда, чаши, кружки чрезвычайно красивы, характеристичны и решительно принадлежат к совершеннейшим произведениям в своем роде. Вся эта посуда богата и изящно гравирована.
В Лувре среди образцов ремесла из территории Азербайджана имеется также медная посуда из Лагича. В Бернском музее хранятся образцы огнестрельного и холодного оружия из Азербайджана, среди которых особо выделяются винтовки, сабли и кинжалы лагичских оружейников, богато украшенные орнаментом и инкрустацией.
В январе 2015 года Азербайджан и Румыния выпустили совместные почтовые марки, посвященные народному творчеству обеих стран. На одной из марок изображен образец искусства лагичских медников, на другой – образец керамики румынского города Хорезу.

## Декорировка
Декорировка медной посуды выполняется гравировкой самого орнамента в виде контура или же снятием фона вокруг орнамента; при этом последний выделяется силуэтом. Излюбленными мотивами узоров здесь являются также узоры «бута», трехлепестковые листья, крути, треугольники и заостренные овалы, пространство которых заполняется орнаментом.
Большинство медных изделий Лагича лудилось и украшалось декоративным орнаментом. Этим делом обычно занимались специальные мастера-гравировщики — «хаккак».

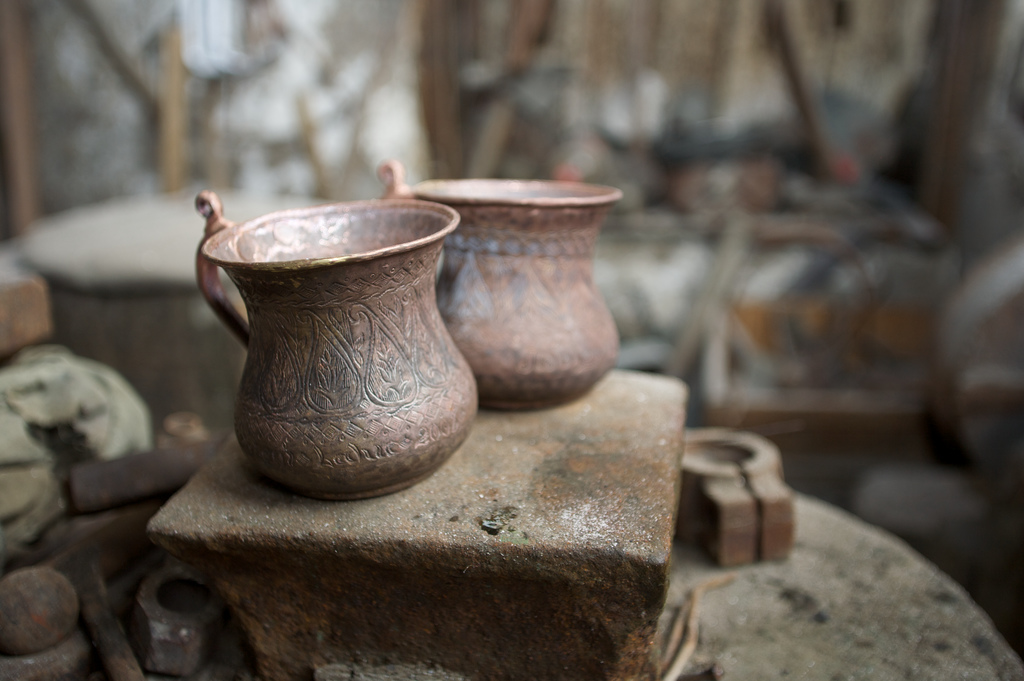
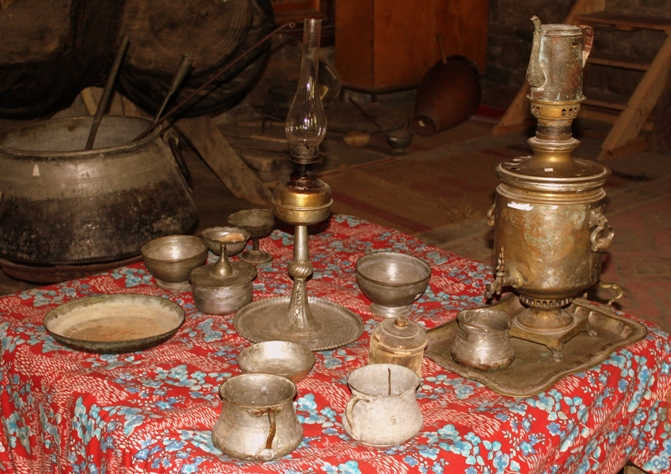
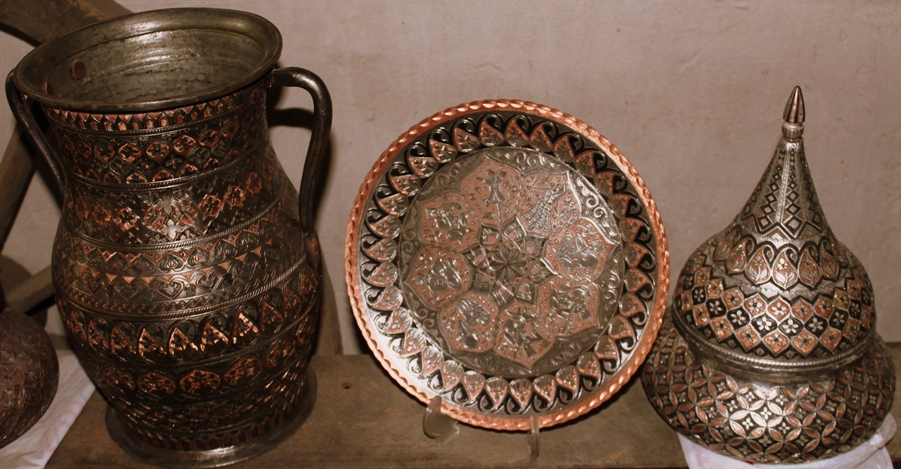
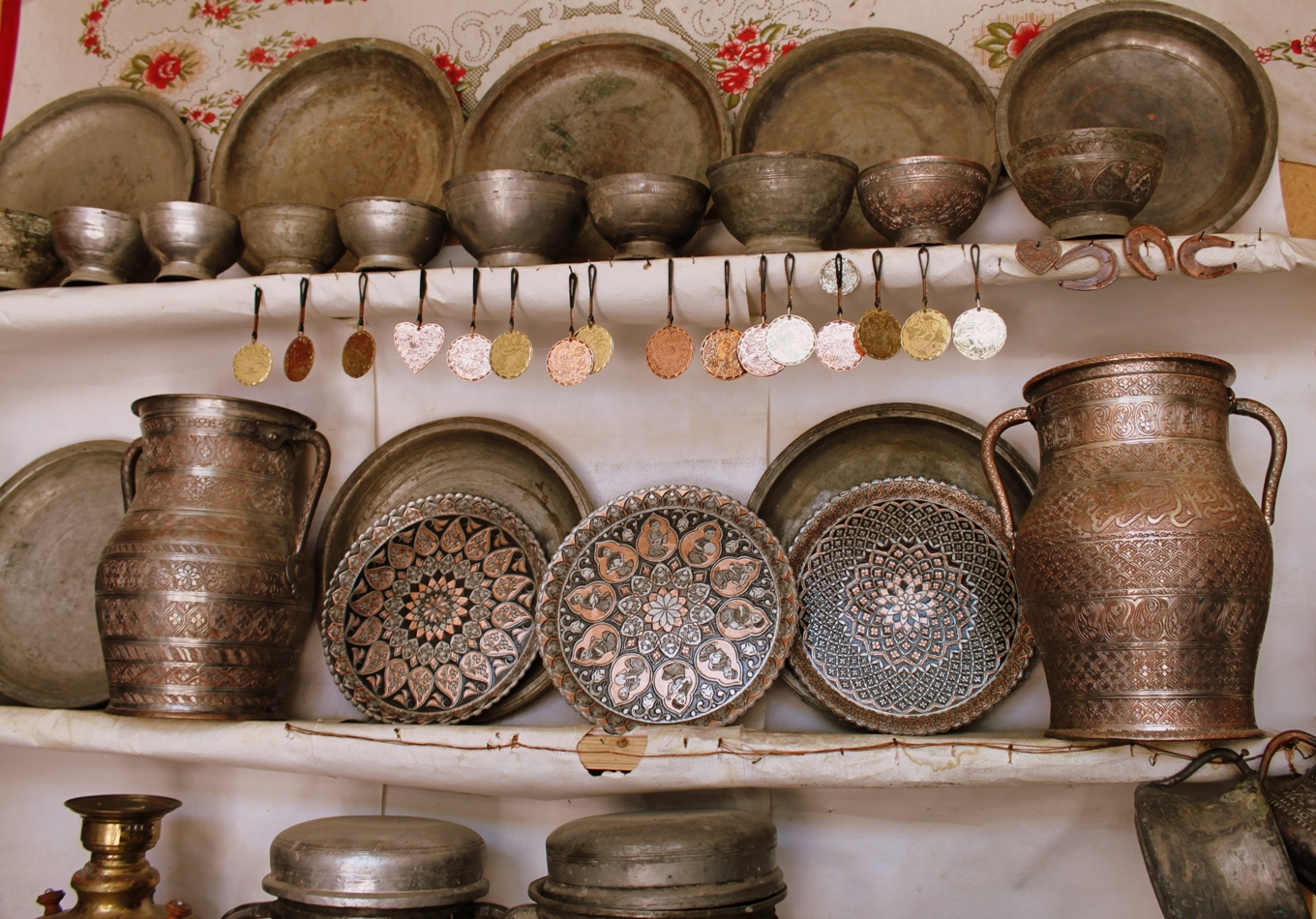